# 고양우편집중국
고양우편집중국(高陽郵便集中局)은 대한민국 우정사업본부 경인지방우정청 소속의 우편집중국이다. 경기도 고양시 일산동구 호수로 366(백석동 1327)에 있다.

## 관할구역
- 서울특별시(서대문구, 마포구, 은평구), 고양시, 파주시

## 조직
- 우편영업과
  - 접수팀
  - 마케팅팀
- 지원기술과
  - 지원팀
  - 우편기계계
  - 청사동력계
- 물류총괄과
  - 총괄계
  - 소통계